# Capreolinae
Capreolinae Brookes, 1828 è una sottofamiglia della famiglia Cervidae.

## Tassonomia
Comprende i seguenti generi e specie
- Sottofamiglia Capreolinae (Odocoilinae)
  - Genere Alces
    - Alces alces (alce)
      - A. alces alces
      - A. alces caucasicus

    - Alces americanus
      - A. americanus americanus
      - A. americanus cameloides

  - Genere Blastocerus
    - Blastocerus dichotomus (cervo delle paludi)

  - Genere Capreolus
    - Capreolus capreolus (capriolo occidentale)
      - C. capreolus capreolus
      - C. capreolus canus
      - C. capreolus caucasicus
      - C. capreolus italicus

    - Capreolus pygargus (capriolo orientale)
      - C. pygargus pygargus
      - C. pygargus bedfordi
      - C. pygargus mantschuricus
      - C. pygargus ochraceus

  - Genere Hippocamelus
    - Hippocamelus antisensis (huemul peruviano)
    - Hippocamelus bisulcus (huemul cileno)

  - Genere Mazama
    - Mazama americana (mazama rosso)
      - M. americana americana
      - M. americana carrikeri
      - M. americana gualea
      - M. americana jucunda
      - M. americana rosii
      - M. americana rufa
      - M. americana sarae
      - M. americana sheila
      - M. americana trinitatis
      - M. americana whitelyi
      - M. americana zamora
      - M. americana zetta

    - Mazama bororo (mazama bororo)
    - Mazama bricenii (mazama merioa)
    - Mazama chunyi (mazama nano)
    - Mazama gouazoupira (mazama grigio)
      - M. gouazoubira gouazoubira
      - M. gouazoubira cita
      - M. gouazoubira medemi
      - M. gouazoubira mexianae
      - M. gouazoubira murelia
      - M. gouazoubira nemorivaga
      - M. gouazoubira permira
      - M. gouazoubira sanctaemartae
      - M. gouazoubira rondoni
      - M. gouazoubira superciliaris
      - M. gouazoubira tschudii

    - Mazama nana (mazama pigmeo)
    - Mazama rufina (mazama rosso minore)
    - Mazama temama (mazama rosso messicano)
      - M. temama temama
      - M. temama cerasina
      - M. temama reperticia

  - Genere Odocoileus
    - Odocoileus hemionus (cervo mulo)
      - O. hemionus hemionus
      - O. hemionus californicus
      - O. hemionus cerrosensis
      - O. hemionus columbianus
      - O. hemionus eremicus
      - O. hemionus fuliginatus
      - O. hemionus inyoensis
      - O. hemionus peninsulae
      - O. hemionus sheldoni
      - O. hemionus sitkensis

    - Odocoileus virginianus (cervo coda bianca)
      - O. virginianus virginianus
      - O. virginianus acapulcensis
      - O. virginianus borealis
      - O. virginianus cariacou
      - O. virginianus carminis
      - O. virginianus chiriquensis
      - O. virginianus clavium
      - O. virginianus couesi
      - O. virginianus curassavicus
      - O. virginianus dacotensis
      - O. virginianus goudotii
      - O. virginianus gymnotis
      - O. virginianus hiltonensis
      - O. virginianus leucurus
      - O. virginianus macrourus
      - O. virginianus mcilhennyi
      - O. virginianus margaritae
      - O. virginianus mexicanus
      - O. virginianus miquihuanensis
      - O. virginianus nelsoni
      - O. virginianus nemoralis
      - O. virginianus nigribarbis
      - O. virginianus oaxacensis
      - O. virginianus ochrourus
      - O. virginianus osceola
      - O. virginianus peruvianus
      - O. virginianus rothschildi
      - O. virginianus seminolus
      - O. virginianus sinaloae
      - O. virginianus taurinsulae
      - O. virginianus texanus
      - O. virginianus thomasi
      - O. virginianus toltecus
      - O. virginianus tropicalis
      - O. virginianus ustus
      - O. virginianus venatorius
      - O. virginianus veraecrucis
      - O. virginianus yucatanensis

  - Genere Ozotoceros
    - Ozotoceros bezoarticus (cervo delle pampas)
      - O. bezoarticus bezoarticus
      - O. bezoarticus arerunguaensis
      - O. bezoarticus celer
      - O. bezoarticus leucogaster
      - O. bezoarticus uruguayensis

  - Genere Pudu
    - Pudu mephistophiles (pudu settentrionale)
    - Pudu puda (pudu meridionale)

  - Genere Rangifer
    - Rangifer tarandus (renna)
      - R. tarandus tarandus
      - R. tarandus buskensis
      - R. tarandus caboti
      - R. tarandus caribou
      - R. tarandus dawsoni
      - R. tarandus fennicus
      - R. tarandus groenlandicus
      - R. tarandus osborni
      - R. tarandus pearsoni
      - R. tarandus pearyi
      - R. tarandus phylarchus
      - R. tarandus platyrhynchus
      - R. tarandus sibiricus
      - R. tarandus terraenovae